# Quirina (tribù romana)
La tribù romana Quirina fu una delle ultime a essere istituite, nel 241 a.C. assieme alla Velina per incorporare nelle strutture romane i Sabini cui era stata concessa la cittadinanza romana. 

## Descrizione
Era stanziata lungo la via Salaria con centro principale Rieti ad essa venne iscritto, in età flavia anche il popolo dei Camuni.
Nel 46 a.C. anche la civitas di Carales (odierna Cagliari), venne elevata a municipio e i suoi cittadini iscritti alla tribù Quirina.
Nel 74, in seguito alla concessione del diritto latino alle province spagnole da parte dell'imperatore Vespasiano, le élite locali che accedevano alla cittadinanza romana furono ascritte alla tribù Quirina.

## Etimologia
L'etmologia di Quirita ha origine da Curita abitante proveniente da Cures Sabini, gli stessi romani si definivano Quiriti dall'epoca di Tito Tazio.

## Personaggi illustri
Publio Aufidio Fortis, patrono della città di Ostia, cui fa riferimento una iscrizione ritrovata nella Basilica di fronte al Foro della Statua Eroica.

### Annotazioni
1. ↑   in latino P(ublio) AVFIDIO P(ubli) FIL(io) QVIR(ina) FORTI AVFIDI FORTIS P(atroni) C(oloniae) FIL(io) IIVIR(o) Q(uaestori) AEDIL(i) FLAM(ini) ROMAE ET AVG(usti) FLAM(ini) DIVI TITI FAVSTIANVS EPICTETVS EVPHROSYNVS  ANVARIVS LIBERTI, "A Publio Aufidio Fortis della tribù Quirina, figlio di Publio Aufidio Fortis, patrono della colonia, sindaco, questore, edile,sacerdote di Roma e di Augusto, sacerdote del divinizzato Tito, Faustiano, Epitteto, Eufrosino, Ianuarius, i suoi liberti."(EN) Regio I - Insula II - Basilica (I,II,3), su ostia-antica.org. URL consultato il 22 dicembre 2024.

### Riferimenti
1. ↑  Tito Livio, Periochae degli Ab Urbe condita libri, libro XIX. ;  T.Cornell J.Matthews, Atlante del mondo romano, Novara, De Agostini, 1982., p.41.
2. ↑  Mario Attilio Levi, L'Italia nell'evo antico, Padova, 1987. QUI, p.211.
3. ↑  Guida turistica a Cividate Camuno - La romanizzazione
4. ↑  Piero Meloni, Storia dei Sardi e della Sardegna, p.269
5. ↑  H. Volkmann, "Tribus", Der Kleine Pauly, Munich 1979, vol. 5, cols. 950-952.